# Fasi dello sviluppo psicosessuale secondo Freud
Nel corso della sua ricerca psicoanalitica sullo sviluppo, nel corso del tempo di una vita, della mente umana, Sigmund Freud articolò il tema dello "sviluppo psicosessuale" e dei correlati processi della libido in cinque fasi. 
L'importanza di questa nuova concezione risiedette soprattutto nel non identificare più la sessualità con la mera attività genitale dell'individuo adulto, ma nello scoprire l'esistenza di una sessualità infantile, che si manifesta secondo le caratteristiche peculiari delle evoluzioni dei processi pulsionali della libido. 
Freud definisce il bambino un "perverso polimorfo"; il bambino in tal senso è perverso in quanto ricerca il piacere senza alcuna finalità riproduttiva (è importante notare come questa "perversione" non abbia alcuna valenza morale negativa). È, inoltre, polimorfo, poiché ricerca il piacere attraverso vari organi e tramite diverse zone erogene, e riceve gratificazione edonistica sia dal contatto col padre che con la madre. Freud suddivise lo sviluppo psicosessuale del bambino in cinque fasi successive; la zona erogena associata a ogni fase funge da fonte di piacere. L'insoddisfazione in un determinato stadio può portare alla cosiddetta fissazione. D'altra parte, essere soddisfatti può portare a una personalità sana. Sigmund Freud proponeva che se il bambino sperimentasse una frustrazione in una qualsiasi delle fasi dello sviluppo psicosessuale, sperimentava un'ansia che persisteva nell'età adulta come nevrosi, un disturbo mentale funzionale.
Tale modello è divenuto oggetto, nel corso dell'evoluzione del pensiero psicodinamico, delle più svariate integrazioni, modifiche e critiche.

## Le cinque fasi

### 1. Fase orale

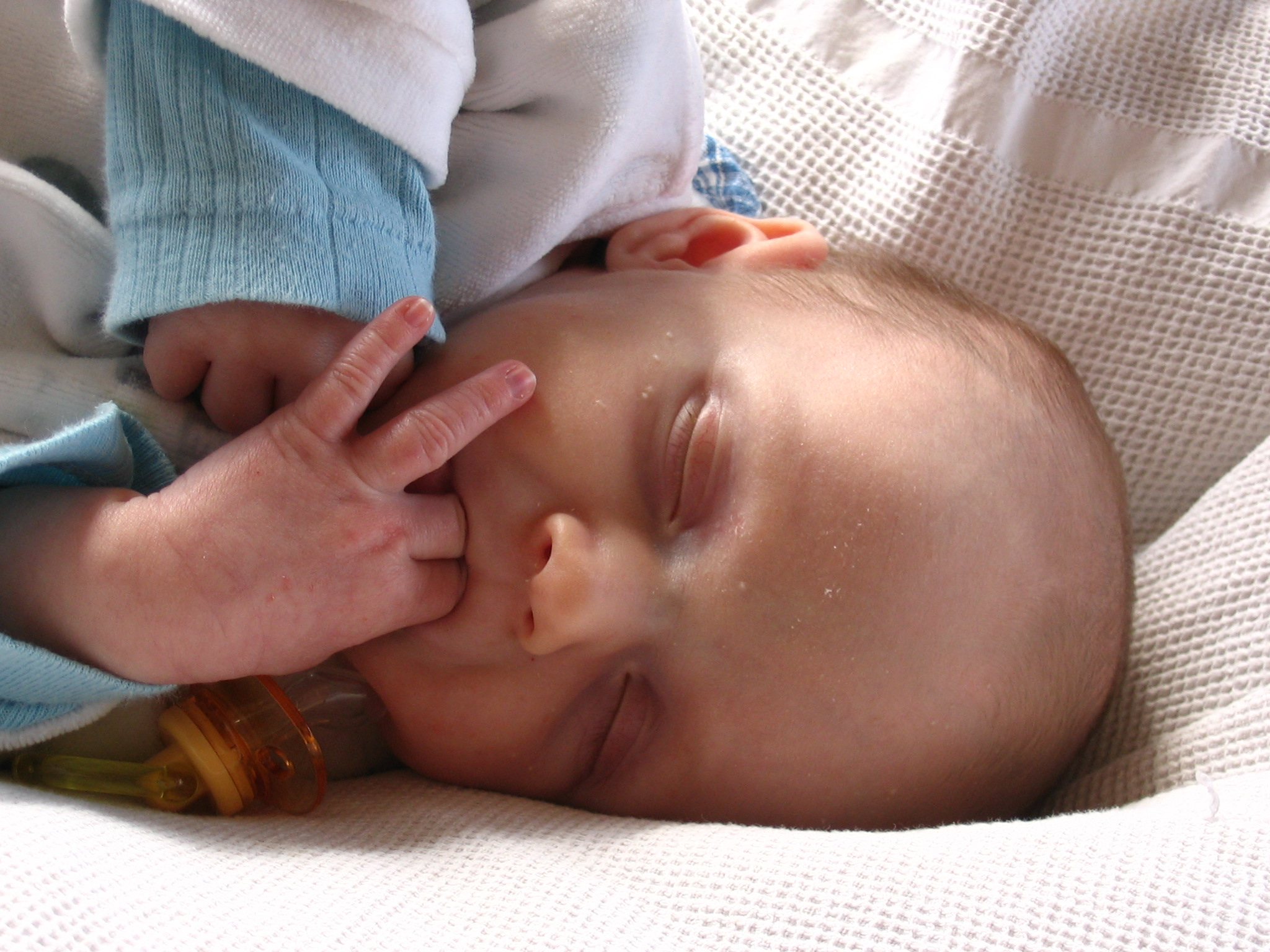
Le pulsioni orali possono essere soddisfatte dalla suzione del pollice

Con fase orale viene identificata la prima fase dello sviluppo psicosessuale infantile postulato da Freud, comprendente i primi 0-18 mesi di vita, in cui il piacere libidico è legato in modo prevalente all'eccitamento della cavità orale e delle labbra che accompagna l'alimentazione. L'attività di nutrizione fornisce i significati elettivi con cui si esprime e si organizza la relazione oggettuale, essendo la bocca il principale organo di esplorazione.
In questa fase, gestita dall'Es, si crea l'Urvertrauen, la fiducia primordiale: il bambino pensa che tutto il mondo appartenga a lui o alla sua bocca; è egoista ed egocentrico. Durante la fase orale, la modalità fondamentale di relazione con il mondo esterno è quindi di tipo nutritivo; la libido si concentra nella zona orale, che diviene così una zona erogena.
Il bambino, infatti, tende a portare ogni cosa alla bocca, dal seno della madre agli oggetti che lo circondano, ed attraverso questa inizia a relazionarsi col mondo. La durata della fase orale è variabile e strettamente dipendente dalla modalità e durata dell'allattamento. Dopo aver individuato l'organizzazione orale, Freud indica pertanto come prima fase della sessualità la fase orale; la fonte è la zona orale, l'oggetto è in stretto rapporto con quello dell'alimentazione, la meta è l'incorporazione. Successivamente, con la comparsa dei denti, il bambino comincia a provare piacere nel mordere e masticare gli oggetti (fase sadico-orale).
Le fissazioni relative a questa fase vengono definite fissazioni orali, e scaturiscono dalla lunghezza più o meno protratta di questo periodo. Si manifestano prevalentemente con un'ossessiva stimolazione della zona orale, comportando l'eccessivo attaccamento dell'adulto ad abitudini che coinvolgono l'utilizzo della bocca (suzione, alimentazione). Da un punto di vista comportamentale, l'individuo potrebbe manifestare un'inclinazione al vittimismo, regredire verso uno stato di dipendenza e/o sviluppare pratiche oralmente dipendenti (tabagismo, alcolismo, logorrea o manifestando una forte dipendenza dal cibo) costituendosi una personalità sarcastica o pungente (caratteristiche queste indicate come qualità sadico-orali).

### 2. Fase anale
Secondo la sequenza dello sviluppo psicosessuale proposta da Freud, la fase anale succede alla fase orale e precede la fase fallica, manifestandosi in un'età compresa fra i 18 ed i 36 mesi circa. Durante questo periodo, gli interessi del bambino si spostano dalla zona orale a quella anale, in concomitanza con l'acquisizione del controllo delle funzioni sfinteriche. Il bambino trae appagamento dal controllo autonomo degli sfinteri; il controllo e l'espulsione dei prodotti del proprio corpo costituiranno, oltre che una forma di gratificazione, uno strumento di regolazione delle relazioni con l'ambiente circostante. Il bambino nutre interesse verso i propri escrementi; spesso l'espulsione è accompagnata dalla paura di una perdita e da un senso di incompletezza.
La decisione di urinare o defecare rappresenta il primo atto simbolico di negazione o accondiscendenza, rispetto alle necessità di autocontrollo imposte dalle figure genitoriali e - per estensione - dalle istituzioni sociali, che esigono dall'individuo adeguamento alle norme condivise e autocontrollo. Il piacere generato dall'evacuazione (erotismo anale) conduce, mediante la ritenzione permessa da un accresciuto controllo degli sfinteri, alla gratificazione libidica e all'emersione di un carattere aggressivo (fase sadico-anale).
Analogamente, lo sviluppo di autostima e autonomia sono associate allo sviluppo della capacità di controllare volontariamente la defecazione. Secondo le teorie di Freud, l'incapacità di risolvere i conflitti in questa fase e la scorretta imposizione del vasino possono condurre allo sviluppo di una fissazione anale ritentiva o anale espulsiva. 
La fissazione anale espulsiva, originata da un'eccessiva gratificazione nella fase anale e da un'educazione eccessivamente permissiva, si manifesta nel bambino con la tendenza a defecare in posti non opportuni, generando in futuro un carattere anale espulsivo, il quale svilupperà una personalità estremamente disordinata, crudele e distruttiva, con tendenza alla manipolazione. In caso di gratificazione insoddisfacente, il bambino trarrà piacere dalla ritenzione delle feci, a dispetto dell'educazione impartita dai genitori, provocando una fissazione anale ritentiva; il futuro adulto anale ritentivo sarà caratterizzato dall'estrema cura dei dettagli, con uno spiccato senso del possesso, parsimonioso, organizzato, ostinato ed ossessionato dall'ordine e dall'igiene.

### 3. Fase fallica

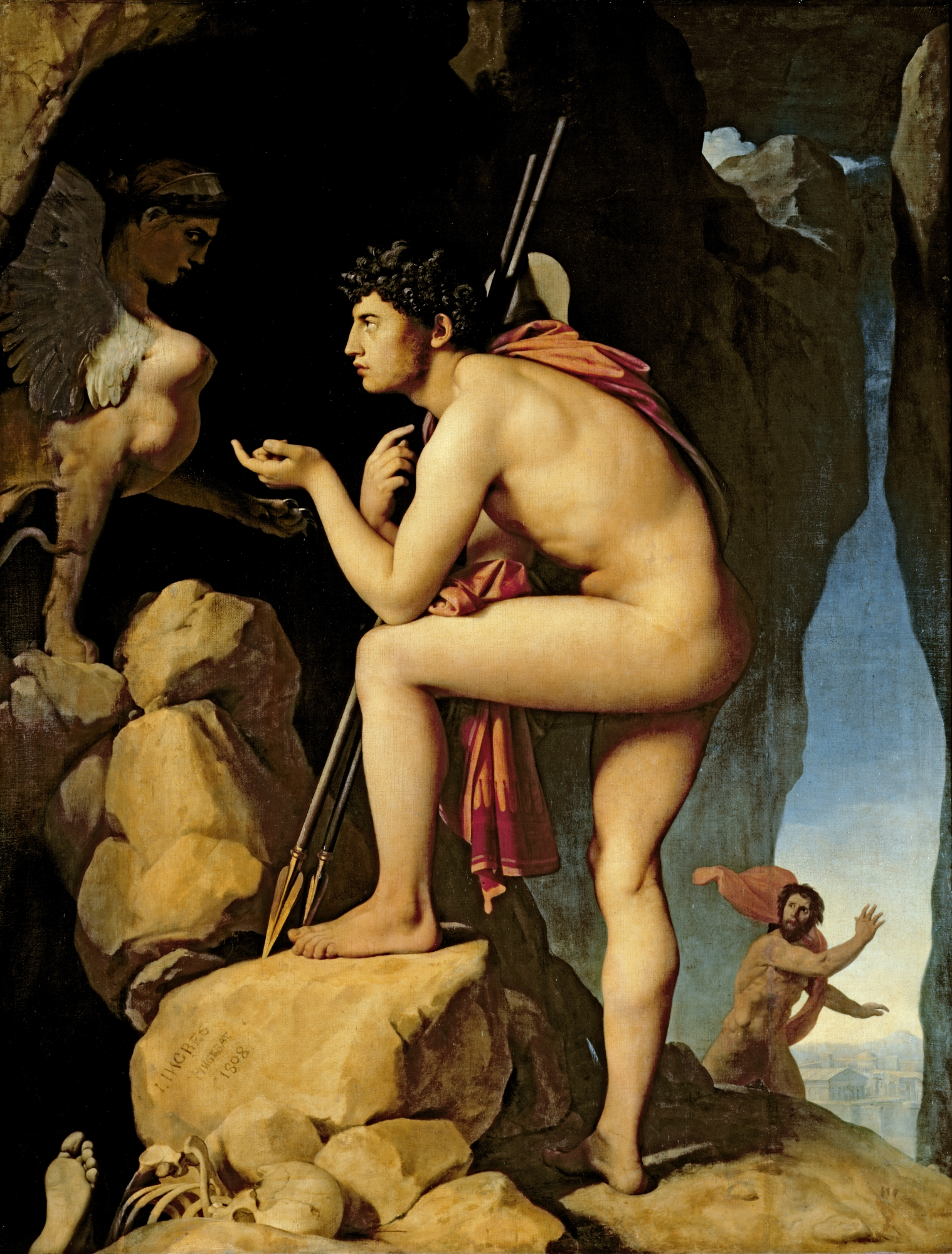
Complesso di Edipo: Edipo e la Sfinge, Jean Auguste Dominique Ingres (ca. 1805)

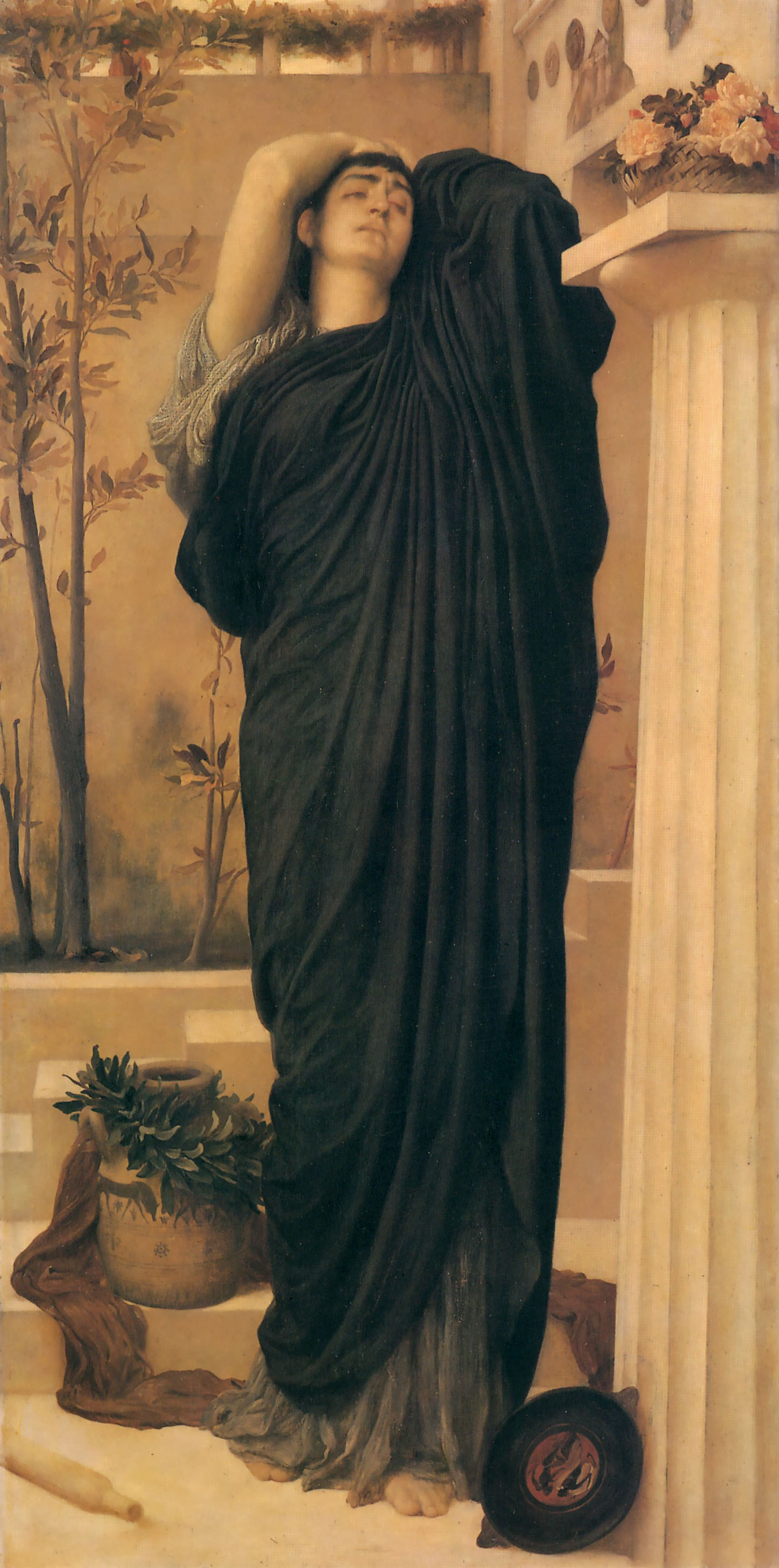
Complesso di Elettra: Elettra alla tomba di Agamennone, di Frederic Leighton, c.1869

Terza fase della sequenza di sviluppo psicosessuale del bambino secondo Freud, la fase fallica si manifesta durante un'età compresa tra i 3 e i 4 anni circa, succedendo alla fase anale e precedendo la fase di latenza.
Nella fase fallica l'energia libidica si sposta dalla regione anale alla regione genitale, che diviene la zona erogena deputata all'appagamento delle pulsioni. Il bambino inizia ad esplorare le proprie zone genitali, scoprendo il piacere che ne deriva ed il dimorfismo sessuale; entrambi i sessi manifestano in questo periodo un comportamento fortemente esibizionista. Durante questa fase avviene lo sviluppo del Super Io.
Il complesso edipico costituisce il desiderio inconscio e rimosso di ogni bambino o bambina di avere un rapporto sessuale coi propri genitori. Ciascun bambino attraversa questa fase, che riveste un ruolo fondamentale nel futuro sviluppo dell'identità sessuale; tutte le pulsioni del complesso edipico vengono rimosse alla fine della fase fallica.
Caso maschile - il complesso di Edipo: l'interesse del bambino si rivolge in questa fase al genitore di sesso opposto; il maschio si innamora della madre e percepisce il padre - con il quale compete - come un ostacolo che si interpone a questa relazione (relazione triadica). In questa fase, il bambino sperimenta forti sensi di colpa per il proprio eccitamento sessuale nei confronti della madre, ed avendo rilevato nella femmina l'assenza del pene, teme che la sua punizione possa consistere nella castrazione ad opera del padre. Nel tentativo di evitare la collera del padre ed alleviare al contempo la propria frustrazione, il bambino tenta di suscitare l'amore materno imitando il padre, adottandone le credenze e gli ideali, per entrare poi nella fase di latenza.
Esiti principali del complesso di Edipo sono l'identificazione con la figura del padre, che diviene modello fortemente idealizzato di forza e virilità, assieme allo sviluppo di una chiara identità sessuale, alla quale concorre la presenza e la disponibilità della figura paterna.
Caso femminile - il complesso di Elettra: la difficile localizzazione anatomica della vagina, unitamente alla deludente percezione dell'assenza del pene nella madre, concorre a sviluppare nella bambina invidia verso il pene, che diviene in seguito innamoramento nei confronti del padre, mentre la madre - di cui vengono idealizzati i tratti della piena maturità, dal confronto con i quali deriva un sentimento d'inferiorità per la propria immaturità - viene percepita come un ostacolo a questa ideale relazione. 
Analogamente al maschio, anche la bambina teme di essere punita dalla madre a causa delle sue fantasie (sostituirsi alla madre ed avere un figlio dal padre, eguagliandola), ed allevia la propria frustrazione imitando la madre e divenendo simile a lei, nel tentativo di suscitare l'amore e l'attenzione del padre. A questo punto si sposta nella fase di latenza.
Una fissazione in questa fase produce personalità risolute, autonome, orgogliose ed egoiste. Freud riteneva che in questa fase avvenisse lo sviluppo dei caratteri dell'omosessualità. L'adulto caratterizzato da una fissazione fallica mostra segni di promiscuità, asessualità o amoralità, oltre a disturbi sessuali e relazionali.

### 4. Fase di latenza
La fase di latenza è la quarta fase delle cinque tappe della sessualità infantile, succede alla fase fallica e precede la fase genitale, occorrendo entro un periodo compreso dai 6 anni alla pubertà. Il periodo di latenza non rientra tra le fasi psicosessuali, in quanto in essa la libido è "dormiente" e le pulsioni sessuali, se la rimozione è stata eseguita correttamente, vengono sublimate verso altri scopi. Secondo Freud, questa fase serve al bambino per incrementare la socializzazione e sviluppare rapporti amichevoli con i membri dello stesso sesso, focalizzando la sua attenzione sulle attività che caratterizzeranno il suo sviluppo fisico (scuola e atletica).
Il gioco diviene più realistico e meno caratterizzato da fantasie e sentimentalismi, sebbene di sovente appaiano sogni ad occhi aperti e ritiri nel mondo interiore. I compiti del periodo di latenza comprendono lo sviluppo di un notevole senso di dominio e di competenza, di moralità e di stabile autostima. Inoltre, avviene un ulteriore sviluppo dell'identità di genere, attraverso la piena identificazione con il genitore del medesimo sesso.

### 5. Fase genitale
Quinto e ultimo periodo dello sviluppo psicosessuale infantile, succede alla fase latente. La fase genitale ha inizio con la pubertà, protraendosi poi per tutta la vita dell'individuo, consentendogli di sviluppare relazioni significative con il sesso opposto o, in presenza di attitudini omosessuali, con il proprio stesso sesso, grazie all'energia libidica nuovamente concentrata nella zona genitale.  
Secondo Freud, se si sono generate fissazioni durante le precedenti fasi, non ci sarà sufficiente energia sessuale per permettere un pieno sviluppo della fase genitale. A questo proposito, è necessario risolvere ogni eventuale fissazione al fine di ottenere un completo ed equilibrato sviluppo psicosessuale.